# Garden of Delight
Garden of Delight (в переводе с англ.  «Сад наслаждений», «Райский сад», сокращённо также GOD) — немецкая готик-рок и готик-метал-группа, существовавшая в 1991—1997 и 2000—2008 годах. Группа получила своё название в честь одноимённого триптиха Иеронима Босха.
Garden of Delight являлись одними из значительных представителей «третьей волны» готик-рока, во многом наследуя традиции групп Sisters of Mercy и Fields of the Nephilim. Большая часть творчества коллектива вдохновлена различными направлениями оккультизма, а также шумерской и иудейской мифологиями. Вокалист группы Артауд Сет известен своими антихристианскими и антиклерикальными взглядами.
Группа несколько раз реорганизовывалась. После окончательного официального распада команды в 2008 году участники Garden of Delight продолжили сотрудничество в рамках проекта Lutherion и коллектива Merciful Nuns.

## История

### Первый период: 1991—1997
Группа Garden of Delight была образована в 1991 году. Её основателями стали вокалист Артауд Сет и гитарист Pisacane. Артауд был выходцем из Франции, поэтому помимо немецкой транскрипции его имени также часто используется французская — Арто; Pisacane был итальянцем. Таким образом, с самого начала состав Garden of Delight оказался интернациональным. Музыкантов сплотил общий интерес к оккультизму, оккультная тематика и стала основной в творчестве коллектива. Первоначальные планы GOD включали запись семи концептуальных альбомов на оккультную тематику, формирующих некий цикл.
В 1991 году вышли первые записи группы — сначала сингл Necromantea, затем первый полноформатный альбом Enki's Temple. Состав GOD в то время постоянно менялся, тексты были полны аллюзий на шумерскую мифологию, а в музыкальном плане Артауд Сет ориентировался прежде всего на культовую готик-рок-группу Fields of the Nephilim.
Вскоре после выхода Enki’s Temple группу покинул Pisacane, и состав коллектива пополнился бас-гитаристом Адрианом Хейтсом и гитаристом Томом О’Коннеллом (немцем и ирландцем соответственно). В таком виде команда записала на лейбле Dion Fortune Records альбомы Epitaph (1992) и Sargonid Seal (1993). В музыке на первый план выступило мелодичное гитарное звучание, а тексты Артауда Сета сделались ещё сложнее для восприятия и выражали в основном антихристианские настроения лидера группы. Первые крупные концерты коллектива были встречены неодобрительными отзывами газет Frankfurter Allgemeine Zeitung и Kolner Express из-за оккультной и антихристианской направленности творчества группы, однако в то же время привлекли значительную аудиторию. В 1993 году Garden of Delight ещё несколько раз выступили в городах Германии и приняли участие в фестивале Ehrenbreitstein, проводившемся в средневековом замке близ Кобленца. На песню «Shared Creation» был снят видеоклип, показанный итальянским телеканалом TAR2.
В 1994 году вышел концептуальный альбом Necromanteion, основанный на шумерской легенде. Диск был восторженно встречен публикой, но после его выхода внутри команды начались разногласия, в результате чего Артауд Сет не допустил коллег к записи нового альбома Symbol and Vision, изданного в 1995 году. Начиная с этих альбомов звучание Garden of Delight становится жёстче и агрессивнее, постепенно приближаясь к стилю готик-метал. В это время группа вела активную концертную деятельность (так, в январе 1995 года Garden of Delight провели успешное европейское турне вместе с Diary of Dreams и The Merry Thoughts, а летом 1996 года выступили в качестве хэдлайнеров на фестивале Sacrosanct в Лондоне).
Несмотря на то, что музыкантам удалось реализовать свои первоначальные планы и выпустить ещё два диска — Scheoul в 1996 и Paradise в 1997 годах — распад коллектива был предрешён (в частности, из-за того, что басист Адриан Хейтс желал уделять больше времени собственному коллективу, а его отношения с Артаудом Сетом заметно охладились). После масштабного европейского (группу приглашали также в США, однако Артауд Сет отказался давать там концерты из-за своих антиамериканских взглядов) турне в поддержку альбома Paradise, в ходе которого Garden of Delight с успехом выступили в семи странах и записали концертный альбом Symbolism Alive, и выступления на престижном готическом фестивале Wave Gothic Treffen участники коллектива решили прекратить совместную деятельность. Официально о распаде группы объявил Артауд Сет на концерте в Дерби 27 октября 1997 года. Уже после этого вышел ретроспективный альбом Nuctemeron 1991-1997, на котором были собраны лучшие хиты GOD.

### Возрождение: 2000—2008
После распада Garden of Delight Адриан Хейтс полностью посвятил себя собственному проекту Diary of Dreams, а Артауд Сет собрал временный — как ему тогда казалось — коллектив под названием Chaos God (с привлечением сессионных музыкантов) и записал альбом 3001 (1999). Начиная с этого периода увеличивается роль электронной составляющей в творчестве группы. В 1999 году вышел также сингл Agony, предварявший запланированный выход альбома Radiant Sons.
В 2000 году Артауд Сет возродил группу Garden of Delight. Новый состав сформировали Том О’Коннелл, второй гитарист Майк Йорк и жена Артауда Ява Сет. Позднее, после окончательного ухода О’Коннелла из коллектива в 2002 году, к группе присоединился брат Майка Йорка, Тим. Он продержался в составе недолго и вскоре покинул группу, тогда как Майк оставался с Garden of Delight вплоть до распада команды в 2008 году. Наконец, последним приобретением группы оказался гитарист Нильс Хербиг, присоединившийся к ней во время записи альбома Lutherion I и с тех пор вошедший в постоянный состав. Наиболее «классическим» оказался состав Артауд Сет — Нильс Хербиг — Майк Йорк — Ява Сет.
Деятельность «возрождённых» GOD началась с издания на лейбле Trisol альбомов Radiant Sons (2000) и Dawn (2001), встретивших очень позитивный отклик у публики и получивших доброжелательные оценки критиков. Общая стилистика этих дисков может быть охарактеризована как медленный, подчёркнуто спокойный готик-рок с электронным уклоном, а тексты песен, помимо традиционной оккультной тематики (в лирике Артауда Сета нашли отражение почти все направления оккультизма, в том числе сатанизм, учение Алистера Кроули, неоязычество и танатолатрия), пополнились аллюзиями на произведения Шарля Бодлера и Артюра Рембо. Также в этот период были выпущены сингл «Ceremony» и MCD «High Empress», а в 2002 году вышла компиляция лучших работ музыкантов под названием Psychonomicon 1991-2001, получившая, впрочем, довольно холодные отзывы музыкальных критиков.
Возвращение Garden of Delight на сцену сопровождалось новым европейским туром и выступлениями на крупных готических фестивалях. Коллектив два года подряд (в 2000 и 2001) появлялся на Wave Gothic Treffen и должен был выступить на Castle Party VIII (2001) в качестве одного из хэдлайнеров, однако из-за крайне плохой погоды музыканты не смогли выйти к публике. В последующие годы Garden of Delight ещё раз выступили на WGT и дважды стали хэдлайнерами Castle Party, а также приняли участие в нескольких других европейских фестивалях.
Начиная с 2003 года группа возвращается к практике создания концептуальных альбомов, но теперь работает в жанре готик-метал. Музыка GOD стала тяжелее, с каждым годом склоняясь к усилению электронного звучания.
В 2003 году вышел концептуальный альбом Apocryphal, навеянный библейской историей и разбитый на две части — Apocryphal I: The Fallen и Apocryphal II: The Faithful. «В довесок» к ним вышли сингл «Moments» и роскошно оформленный двойной диск Apocryphal Moments, содержавший редкие материалы и видеоклипы. На этих дисках Garden of Delight выступили как блестящие мастера готик-рока и готик-метала, но вершиной их успеха стала трилогия Lutherion, побившая все рекорды продаж для группы.
Альбом Lutherion I (2005) стал, наверное, наиболее тяжёлым и агрессивным по звучанию для коллектива, в музыкальном плане даже отчасти приближаясь к стилю индастриал-метал, а с коммерческой точки зрения — наиболее успешным. Томас Клаузен из немецкого музыкального журнала Sonic Seducer высоко оценил этот диск, в своей рецензии назвав музыку Garden of Delight «крайне волнующей и современной», а сам коллектив — «одним из столпов немецкой готической сцены». В дополнение к альбому вышел второй диск с бисайдами и ремиксами. По той же схеме был организован выпущенный в 2006 году Lutherion II. Завершил трилогию концептуальный альбом Featuring Lutherion III (2007), на котором музыканты, вдохновлённые литературой и фильмами ужасов, использовали в каждой песне различные наводящие на подобные ассоциации семплы — прерывистое дыхание спящих, крики ночных птиц, звук шагов, «замогильные» голоса и т. д.. Из-за сильной антихристианской направленности некоторых текстов все альбомы трилогии издавались в Европе с пометкой Parental Advisory на обложках.
Последней студийной работой Garden of Delight стал альбом Darkest Hour, увидевший свет в 2007 году. Darkest Hour был заметно более меланхоличным и унылым по звучанию, нежели трилогия Lutherion, а в лирике, помимо оккультных мотивов, появились темы депрессии, бренности бытия и апокалиптические мотивы. В буклете к альбому Артауд Сет заявил об окончательном распаде группы и назвал точную дату «кончины» Garden of Delight: 1 ноября 2008 года. Выпустив двойной ретроспективный диск In Memoriam и завершив турне в его поддержку, группа Garden of Delight перестала существовать. Прощальный концерт в Берлине был записан на DVD и издан под названием Last Concert.

### После распада
В 2009 году Артауд Сет объявил о том, что реорганизовывает GOD под другим названием и с незначительными изменениями в составе (из квартета группа превратилась в трио). История Garden of Delight официально завершилась, но фактически члены коллектива продолжили совместную работу в том же стиле, что и раньше, в группах Lutherion (названной в честь наиболее известной трилогии GOD) и Merciful Nuns. Позднее последовало ещё одно заявление Артауда Сета, согласно которому «единственной полноправной наследницей Garden Of Delight» является группа Merciful Nuns, в настоящее время исполняющая готик-рок в духе ранних Sisters of Mercy и поздних Joy Division. Спустя три года после распада Garden of Delight, в 2012 году, на лейбле Solar Lodge вышло переиздание наиболее известного студийного альбома коллектива под названием Necromanteion IV (Rediscovered).

Последний состав Garden of Delight (выступление на фестивале Castle Party XV, 2008)
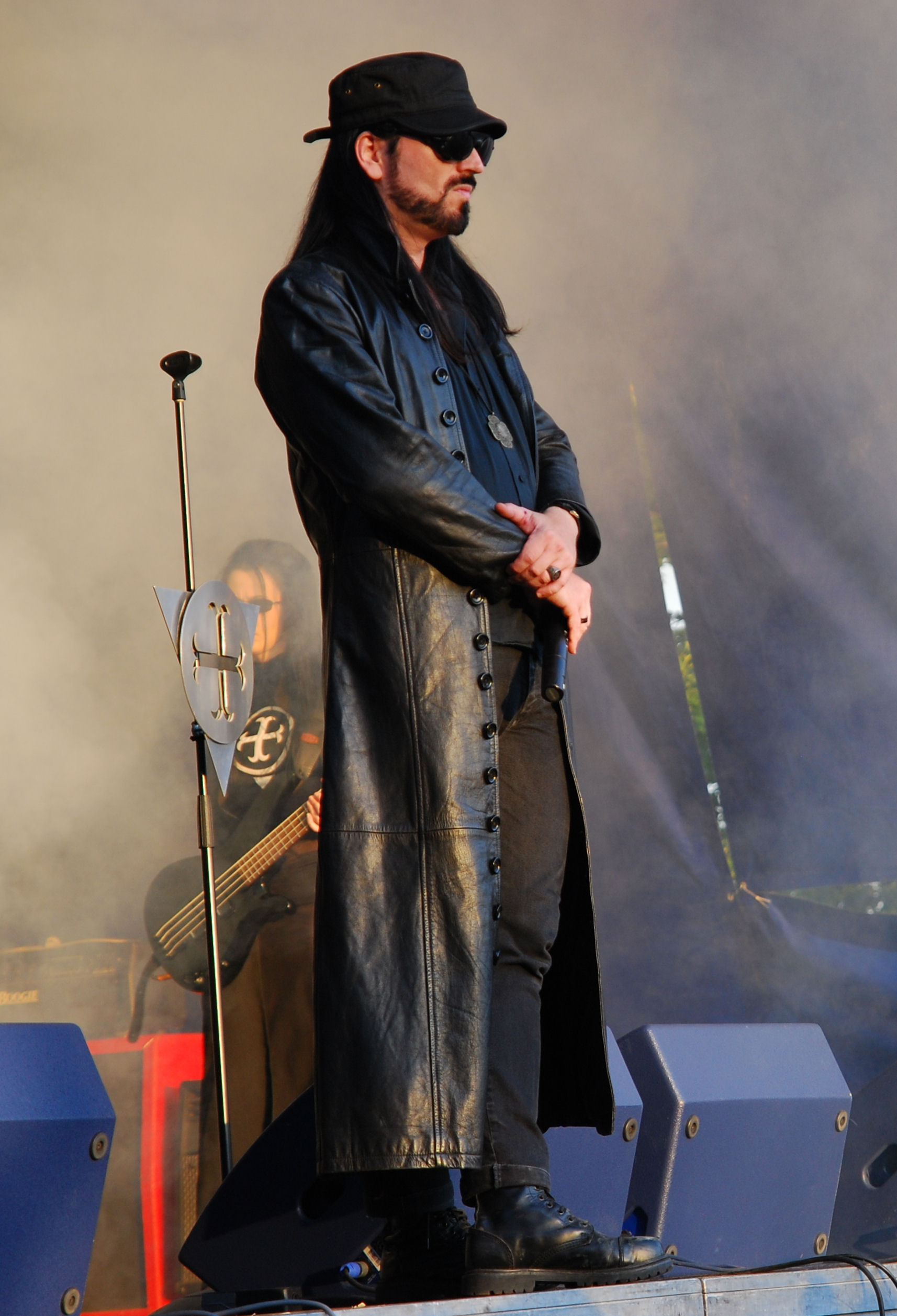
Артауд Сет
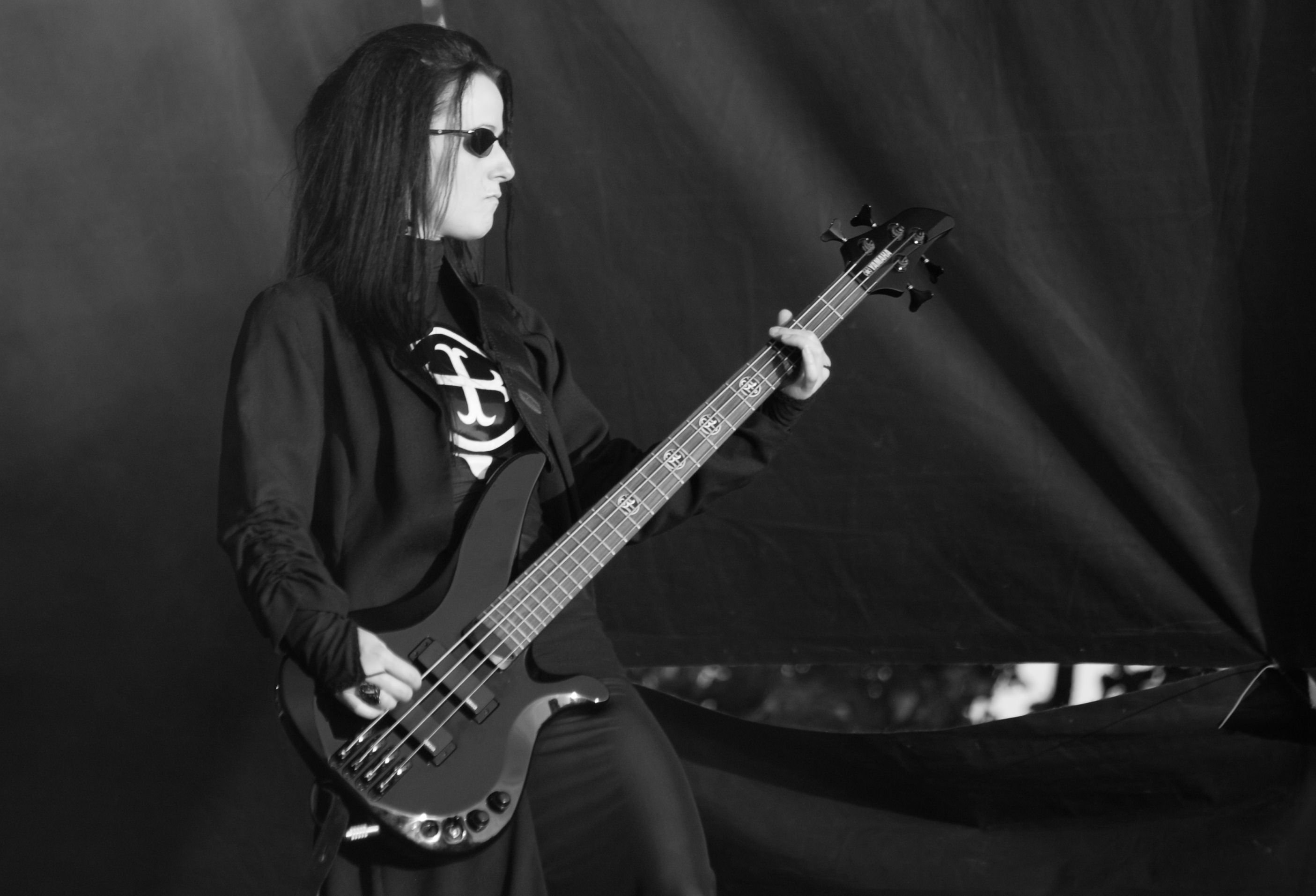
Ява Сет
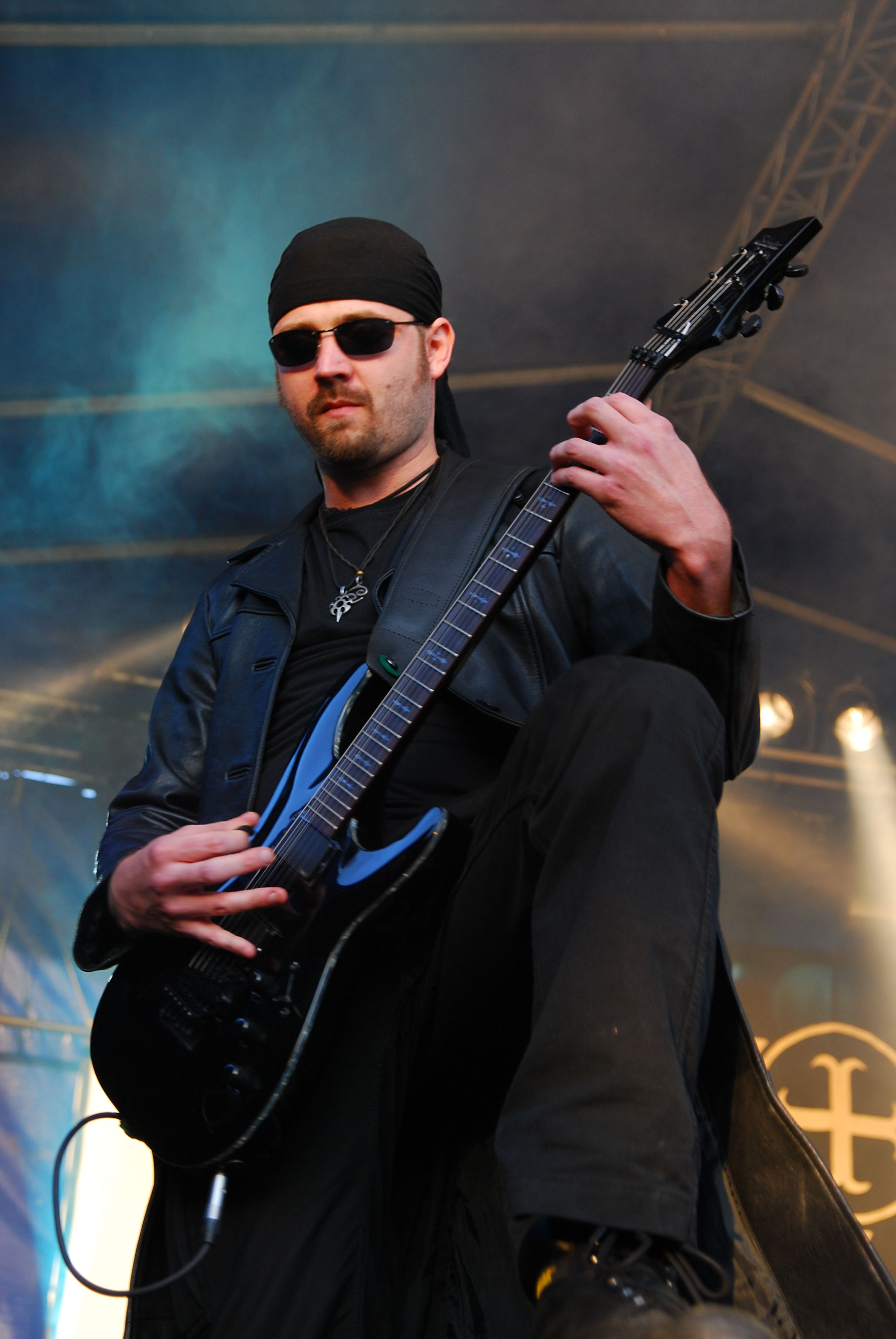
Нильс Хербиг

## Стиль, истоки, влияние
Garden of Delight начали свою музыкальную деятельность в период, когда Sisters of Mercy отошли от канонов классического готик-рока, Fields of the Nephilim временно распались, а The Mission сменили стиль. Таким образом, GOD наряду с такими коллективами, как Rosetta Stone, Love Like Blood и Nosferatu, стали одними из представителей т. н. «третьей волны» готик-рока.
Многие критики отмечали, что на стиль Garden of Delight существенное влияние оказали именно Fields of the Nephilim и, в меньшей степени, Sisters of Mercy, а манеру пения вокалиста группы Артауда Сета неоднократно сравнивали с «шаманским» вокалом лидера Fields of the Nephilim Карла Маккоя и голосом солиста Sisters of Mercy Эндрю Элдрича. По признанию самого Артауда, эталоном «готического звучания» для него всегда являлся альбом группы Joy Division Unknown Pleasures.
Различные направления оккультизма были основным источником творческих идей для участников группы на всём протяжении её существования. Кроме того, в текстах песен Garden of Delight в разные периоды творчества встречались цитаты и аллюзии на произведения таких авторов, как Эдгар По, Артюр Рембо, Шарль Бодлер, Говард Лавкрафт и Алистер Кроули (в одном только буклете к альбому Necromanteion приведены цитаты из книг средневекового теолога Иоганна Андреэ, оккультиста Элифаса Леви, французского писателя-сатаниста Анри Антуана Жюль-Буа, Алистера Кроули, Говарда Лавкрафта и американского фантаста Кларка Эштона Смита).
Другими важными источниками вдохновения для группы явились шумеро-аккадская мифология (практически всё раннее творчество коллектива основано на шумерских сказаниях, а альбом Necromanteion полностью посвящён мифу о спуске Иштар в преисподнюю) и апокрифическая Книга Еноха (под впечатлением от которой были созданы альбомы Apocryphal I: The Fallen и Apocryphal II: The Faithful).
Для раннего творчества группы характерно сочетание эмбиентных вставок с традиционными для готик-рока гитарными риффами, пульсирующим ритмом, мелодичными клавишными проигрышами и низким, зачастую речитативным вокалом. Брайан Стэблфорд, сравнивая раннее творчество Garden of Delight с музыкальным наследием Fields of the Nephilim, указал на то, что по сравнению со своими непосредственными предшественниками GOD намного сильнее тяготели к авангардным музыкальным экспериментам и использованию эмбиентных элементов, и в целом альбомы группы, выпущенные в первой половине 1990-х годов, являются «больше готическими, чем ро́ковыми». Бельгийский музыкальный критик Курт Ингельс описал атмосферу классических работ Garden of Delight как «душную, сверхъестественную, полную тоски и таинственности».
В более поздний период в музыке коллектива увеличилась роль гитарных партий и ритм-секции, стало больше композиций, исполненных в быстром темпе, а вокал сделался более экзальтированным. Томас Тиссен из Sonic Seducer в своей рецензии на альбом Featuring Lutherion III отмечал, что для поздних работ группы типичными являются постепенное нагнетание напряжения в композициях и весьма сложные для восприятия тексты песен.
Современные критики считают коллектив одним из основателей и наиболее заметных представителей немецкой готической сцены. В 2009 году на лейбле Trisol был выпущен альбом-трибьют в честь Garden of Delight, на котором представлены кавер-версии известных песен группы. Существенное влияние Garden of Delight на собственное творчество признают такие современные исполнители готик-рока, как Whispers in the Shadow и Opened Paradise.

### Логотип
Первоначально музыканты использовали в качестве логотипа один из сигилов, применяемых в гоэтической магии, однако в 2005 году избрали своим новым символом равноконечный якорный крест, вписанный в окружённый тремя равносторонними треугольниками круг. Этот знак служил логотипом группы до самого её распада и впоследствии использовался недолговечным проектом Lutherion.

## Дискография
Официальная дискография Garden of Delight представлена шестнадцатью студийными альбомами (включая один, записанный под названием Chaos God), тремя концертными альбомами (в том числе одним DVD), пятью сборниками песен, тремя мини-альбомами и шестнадцатью синглами.
Официальная видеография группы включает лишь один DVD — Apocryphal Moments. Существуют также несколько видео-бутлегов, снятых главным образом на фестивалях, в которых Garden of Delight принимали участие, и никогда не издававшихся официально.
| - Enki's Temple (1991) - Epitaph (1992) - Sargonid Seal (1993) - Necromanteion (1994) - Symbol and Vision (1995) - Scheoul (1996) - Paradise (1997) - 3001 (1999) — под названием Chaos God - Radiant Sons (2000) - Dawn (2001) - Apocryphal I: The Fallen (2003) - Apocryphal II: The Faithful (2003) - Lutherion I (2005) - Lutherion II (2006) - Featuring Lutherion III (2007) - Darkest Hour (2007) - Symbolism Alive (1997) - Faithful and Fallen (2003) - Last Concert (2009) DVD - Nava (1993) - Nuctemeron 1991-1997 (1998) - Psychonomicon 1991-2001 (2002) - Dion Fortune Compilation 1991-1997 (2005) - In Memoriam (2008) | - Necromantea (1991) - Ancient God (1991) - Shared Creation (1993) - The Seal (1994) - Spirit Invocation (1995) - Exodus (1996) - Agony (1999) - Ceremony (2001) - Moments (2003) - Northern Skies (2003) - Levitation (2003) - Bleak Horizon & Stigmata (2005) - Play Dead (2006) - Venus Rising (2007) - Reign (2007) - Illuminate (2007) - The Hell (Part One) (1996) - The Heaven (Part Two) (1996) - High Empress (2001) - Apocryphal Moments (2004) DVD |

## Основные концертные выступления

### 1992—1997
- Зима 1992/1993 — тур в поддержку альбома Epitaph (Галле, Франкфурт-на-Майне, Кёльн)
- 1993 — выступление на фестивале Ehrenbreitstein под Кобленцом
- 1995

- Январь — международное турне с Diary of Dreams и The Merry Thoughts (Гамбург, Бохум, Брюссель, Лейпциг, Берлин)

- 1996

- 15 июня — выступление на фестивале Zillo Open Air (вместе с Ministry, Rammstein, The Nefilim)
- 26 июля — концерт в Страсбурге
- 8 августа — выступление на фестивале Sacrosanct (Лондон) вместе с Rosetta Stone и Dreadful Shadows

- 1997

- 19 марта — концерт в Париже, записанный и выпущенный как концертный альбом Symbolism Alive
- Весна 1997 — масштабное европейское турне (Франция, Испания, Бельгия, Нидерланды, Германия, Швейцария и Италия)
- Первое выступление на фестивале Wave Gothic Treffen, Лейпциг
- 27 октября — прощальный концерт в Дерби (Англия)

### 2000—2008
- 2000

- Европейское турне (Германия, Нидерланды, Бельгия, Польша, Португалия)
- Выступление на Wave Gothic Treffen (вместе с Christian Death, Clan of Xymox, Das Ich, Dreadful Shadows и др.)

- 2001

- Выступление на Wave Gothic Treffen (вместе с Illuminate, L'Âme Immortelle, Samsas Traum и др.)
- 28 сентября — выступление на фестивале Herbstnaechte III под Берлином (вместе с EverEve, Scream Silence)

- 2003 — выступление на фестивале Castle Party X (вместе с XIII.stoleti, Umbra Et Imago и Diary of Dreams)
- 2006

- Выступление на Wave Gothic Treffen (вместе с Clan of Xymox, Lacrimosa, Deine Lakaien, Moi dix Mois, Nosferatu и др.)
- 15 октября — единственный концерт группы в Москве (при поддержке DoppelgangeR)

- 2008

- 26 июля — выступление на Castle Party XV (вместе с Cinema Strange и XIII.stoleti)
- 27 июля — выступление на фестивале Gothic Festival (вместе с Cinema Strange, Das Ich и Joy Disaster)
- 1 ноября — последний концерт в Берлине, записанный на DVD и изданный под названием Last Concert